# 기명 논평
기명 논평(記名論評), 기명 칼럼(記名 column)은 신문의 논설 중 하나로, 발행처와 관련이 없는 개인이나 단체가 의견을 표현한 산문이다. 옵에드(영어: op-ed)라고도 하는데, 이는 신문에서 기명 논평이 편집인이 싣는 사설(editorial)의 반대편(opposite)에 게재되는 것에서 유래한 것이다. 이러한 기명 논평의 유래를 《뉴욕 타임즈》로부터 찾기도 한다.

## 같이 보기
- 논설
- 문예란
- 평론가